# سرافینا و روح سرگردان
سرافینا و روحِ سرگردان یا سرافینا و قلب خرد شده (انگلیسی: Serafina and the Splintered Heart) یک رمان تخیلی و فانتزی آمریکایی است که توسط رابرت بیتی نوشته و در سال ۲۰۱۷ منتشر شده است. این سومین رمان از سری سرافینا و دنبالۀ سرافینا و عصای مارپیچ است. سرافینا، رئیس موش‌گیر و محافظ عمارت بیلتمور، با نیروی عجیب و غیرطبیعی روبرو می‌شود که بیلتمور را با طوفان‌های شیطانی و سیل‌های شدید تهدید می‌کند. در حالی که سرافینا به‌شدت در حال نبردی است که غیرممکن به‌نظر می‌رسد، با سوالاتی در مورد ارزش دوستی واقعی و قدرت بخشش روبرو می‌شود.
سرافینا و روح سرگردان در ۴ جولای ۲۰۱۷ توسط دیزنی هایپریون منتشر شد. انتشار سومین کتاب، سری سرافینا را در فهرست پرفروش‌ترین سری‌های کودکان نیویورک تایمز قرار داد. قبل از سرافینا و روح سرگردان، سرافینا و شنل سیاه و سرافینا و عصای مارپیچ قرار دارند. چهارمین کتاب از این مجموعه با نام سرافینا و هفت ستاره در تابستان سال ۲۰۱۹ منتشر شد.